# Борбите на македонския народ за освобождение (1925)
„Борбите на македонския народ за освобождение“ е историческо съчинение, в което се критикува разделението на историческата област Македония от перспективата за Балканска федерация. Издадена е през 1925 година във Виена, Австрия. 